# 萬卡皮
萬卡皮（西班牙語：Huancapi），是秘魯的城鎮，位於該國中南部阿亞庫喬大區，是維克托法哈多省的首府，海拔高度3,081米，2005年人口2,163，居民主要使用奇楚瓦語和西班牙語。